# Edward Adrian Wilson
Edward Adrian Wilson, detto uncle Bill, cioè zio Bill (Cheltenham, 23 luglio 1872 – Antartide, 29 marzo 1912), è stato un esploratore, medico, naturalista, pittore ed ornitologo britannico.

## Biografia
Nato e cresciuto alla fattoria Crippetts, vicino a Cheltenham, Wilson frequenta il Cheltenham College per poi studiare al Gonville and Caius College di Cambridge dove segue lezioni di zoologia prima di laurearsi in medicina al St George's Hospital Medical School di Londra. Poco dopo la laurea si ammala di tubercolosi, probabilmente a causa del suo lavoro nelle baraccopoli della capitale. Wilson approfitta della lunga convalescenza per migliorare le sue doti di artista.

### Spedizione Discovery
Wilson prende parte a due spedizioni britanniche in Antartide. La prima si svolge dal 1901 al 1904 sotto la guida di Robert Falcon Scott. Durante la missione Wilson ricopre il ruolo di aiuto-medico e di zoologo e si unisce a Scott e Ernest Henry Shackleton ad un'uscita che rappresenterà, per l'epoca, il Furthest South. Nel 1907 Shackleton domanda a Wilson di unirsi alla sua spedizione, sempre in Antartide, ma ottiene un rifiuto.

### Spedizione Terra Nova

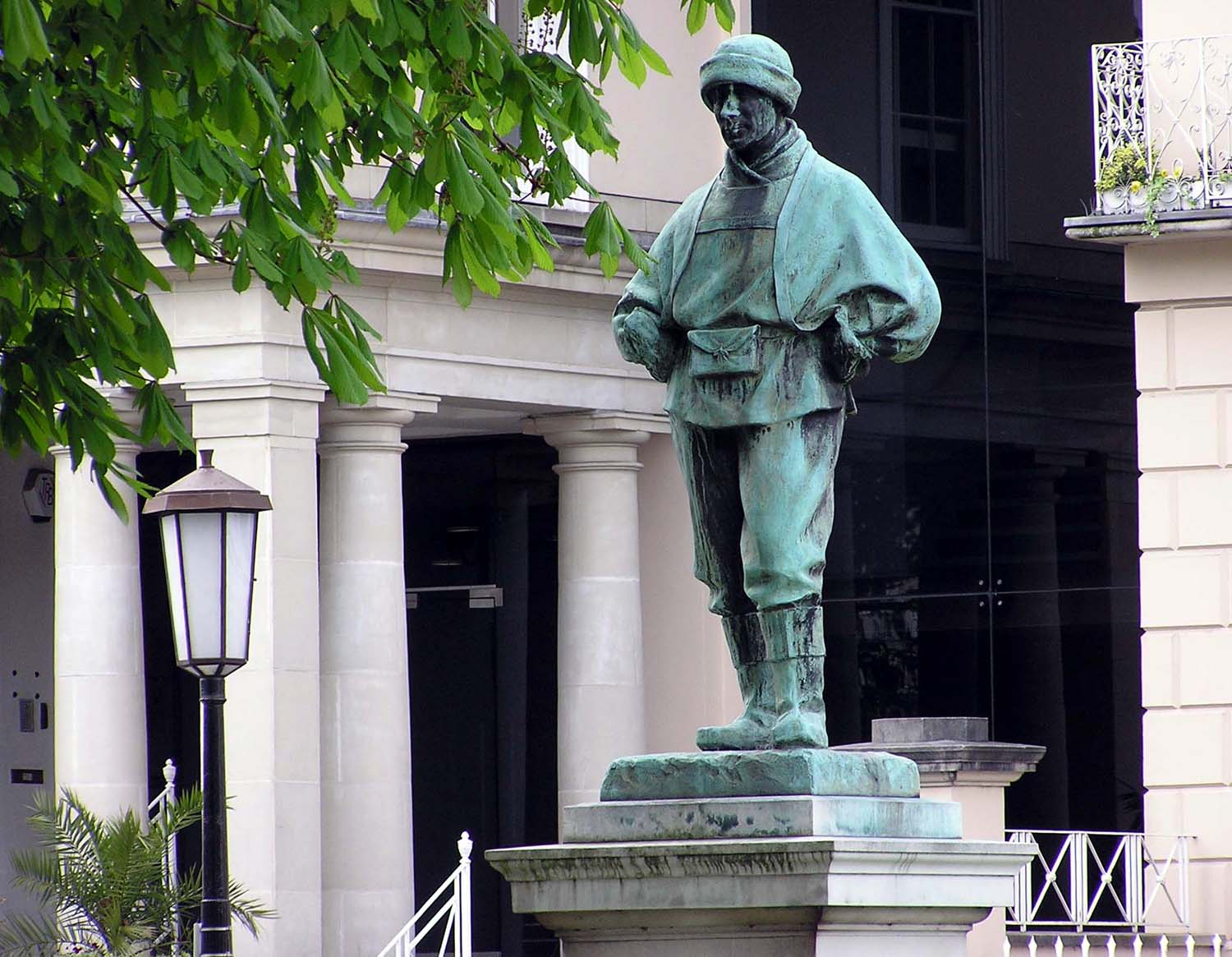
Statua di Wilson nella via principale di Cheltenham.

Nel 1910 Wilson sale a bordo della Terra Nova dove, sempre sotto il comando di Scott, ricopre il ruolo di capo dello staff scientifico. Nell'inverno 1911 guida la The Winter Journey, una missione con Henry Robertson Bowers e Apsley Cherry-Garrard a capo Crozier per raccogliere alcuni piccoli di pinguino imperatore.
Scott sceglie Bowers, Lawrence Oates, Edgar Evans e Wilson per il team di cinque uomini che ha come destinazione il Polo sud. Arrivati al Polo il 17 gennaio 1912, il gruppo scopre che la spedizione di Amundsen aveva già raggiunto l'obiettivo circa un mese prima. Amareggiati, cercano di tornare al campo base, ma il freddo e la fatica hanno la meglio: tutti e cinque muoiono durante il viaggio di ritorno, suscitando una commozione mai vista prima in tutto il Regno Unito.

### Considerazioni
Di tutti i partecipanti alla missione, Wilson era probabilmente il più amico di Scott. Quando circa un anno dopo i fatti una missione di Cherry-Garrard ritrova l'ultimo accampamento della sfortunata spedizione, Bowers e Wilson sono congelati nei loro sacchi a pelo. Il sacco di Scott è invece aperto ed il corpo parzialmente al di fuori mentre il braccio sinistro tenta di raggiungere Wilson.

## Riconoscimenti
- La bandiera del Gonville and Caius College che Wilson ha portato al Polo sud è conservata presso il college stesso.
- La scuola elementare di Paddington a Londra porta il nome di Edward Wilson.
- Il caffè del St George's Medical School è intitolato a all'ex-allievo Edward Wilson.
- Gli è stato intitolato il ghiacciaio pedemontano Wilson in Antartide.